# La Quinta
La Quinta è una città residenziale della contea di Riverside in California, più precisamente nella valle di Coachella fra Indian Wells e Indio. La popolazione risultava di 23 694 abitanti al censimento del 2000.
La sua maggiore attrattiva è costituita dagli oltre venti percorsi di golf, che comprendono lo storico La Quinta Resort and Club, costruito nel 1926, e il celebre PGA West.